# Asyneuma chinense
Asyneuma chinense är en klockväxtart som beskrevs av Hong De-Yuan. Asyneuma chinense ingår i släktet Asyneuma och familjen klockväxter. Inga underarter finns listade i Catalogue of Life.